# Malinowka (rejon tomski)
Malinowka (ros. Малиновка) – wieś (sieło) w Rosji, w obwodzie tomskim, w rejonie tomskim. W 2010 liczyła 2247 mieszkańców.